# Violeta Friedman
Violeta Friedman (Marghita, Transilvania [en esa época, pertenecía a Rumania], 1930—Madrid, 4 de octubre de 2000) fue una superviviente del campo de exterminio nazi de Auschwitz-Birkenau.

## Biografía
En el marco de las políticas nazis de persecución de los judíos, fue deportada en 1944 al campo de exterminio Auschwitz-Birkenau, con catorce años de edad. Perdió a la mayor parte de su familia a manos de los nazis: sus padres, sus abuelos y su bisabuela, de 93 años, murieron gaseados, salvándose únicamente ella y su hermana Eva.
Después de la Guerra Mundial vivió en Canadá y posteriormente se estableció en Caracas (Venezuela), donde contrajo matrimonio. En 1965, tras haberse divorciado, se trasladó a España con una hija suya.
En 1985, sintiéndose indignada por unas declaraciones del exjefe de las Waffen SS Léon Degrelle a la revista Tiempo donde negaba el Holocausto y vertía opiniones antisemitas y racistas, emprendió acciones judiciales contra él. Sólo vio que se le daba la razón tras una larga secuencia de sentencias desfavorables a sus pretensiones. Por fin en 1991 el Tribunal Constitucional de España consideró que Degrelle había atentado contra el honor de Violeta Friedman y de las víctimas de los campos nazis. Esta sentencia, además, sentó doctrina constitucional y sirvió como precedente para la reforma del Código Penal de España.
Sus restos descansan en el Cementerio hebreo de Hoyo de Manzanares (Madrid).

## Obras publicadas
- Mis memorias (Editorial Planeta, 1995).[3]